# Philipp Schörghofer
Philipp Schörghofer (Salzburg, 20 januari 1983) is een Oostenrijkse alpineskiër. Hij vertegenwoordigde zijn vaderland op de Olympische Winterspelen 2010 in Vancouver en op de Olympische Winterspelen 2014 in Sotsji.

## Carrière
Schörghofer maakte zijn wereldbekerdebuut in december 2006 in Alta Badia, een jaar later scoorde hij in Bad Kleinkirchheim zijn eerste wereldbekerpunten. In oktober 2008 noteerde de Oostenrijker in Sölden zijn eerste toptienklassering. Op de wereldkampioenschappen alpineskiën 2009 in Val d'Isère eindigde Schörghofer als veertiende op de reuzenslalom. Tijdens de Olympische Winterspelen van 2010 in Vancouver eindigde de Oostenrijker als twaalfde op de reuzenslalom. Enkele weken na de Spelen stond Schörghofer in Garmisch-Partenkirchen voor de eerste maal in zijn carrière op het podium van een wereldbekerwedstrijd.
In februari 2011 boekte de Oostenrijker in Hinterstoder zijn eerste wereldbekerzege. Twee weken later nam Schörghofer in Garmisch-Partenkirchen deel aan de wereldkampioenschappen alpineskiën 2011, op dit toernooi veroverde hij de bronzen medaille op de reuzenslalom. Eerder had hij samen met Anna Fenninger, Michaela Kirchgasser, Marlies Schild, Romed Baumann en Benjamin Raich beslag op de zilveren medaille in de landenwedstrijd.

## Resultaten

### Olympische Spelen
| Jaar | Plaats    | Resultaten       |
| ---- | --------- | ---------------- |
| 2010 | Vancouver | 12e Reuzenslalom |
| 2014 | Sotsji    | 18e Reuzenslalom |

### Wereldkampioenschappen
| Jaar | Plaats            | Resultaten          |
| ---- | ----------------- | ------------------- |
| 2009 | Val d'Isère       | 14e Reuzenslalom    |
| 2011 | Garmisch-P.       | Reuzenslalom · Team |
| 2013 | Schladming        | 8e Reuzenslalom     |
| 2015 | Vail/Beaver Creek | 10e Reuzenslalom    |
| 2017 | Sankt Moritz      | 5e Reuzenslalom     |

### Wereldbeker

#### Eindklasseringen
| Seizoen   | Algm | RS  | SC  |
| --------- | ---- | --- | --- |
| 2007/2008 | 127e | 48e | -   |
| 2008/2009 | 46e  | 12e | 49e |
| 2009/2010 | 41e  | 12e | 31e |
| 2010/2011 | 41e  | 7e  | 24e |
| 2011/2012 | 30e  | 6e  | 27e |
| 2012/2013 | 39e  | 10e | -   |
| 2013/2014 | 52e  | 15e | -   |
| 2014/2015 | 69e  | 21e | -   |
| 2015/2016 | 30e  | 8e  | -   |
| 2016/2017 | 45e  | 10e | -   |
| 2018/2019 | 116e | 38e | -   |

#### Wereldbekerzeges
| Datum           | Plaats       | Onderdeel    |
| --------------- | ------------ | ------------ |
| 6 februari 2011 | Hinterstoder | Reuzenslalom |